# Кюльман, Рихард фон
Рихард фон Кюльман (нем. Richard von Kühlmann; 3 мая 1873, Константинополь — 6 февраля 1948, Ольштадт) — немецкий дипломат и промышленник. Известен прежде всего как статс-секретарь (министр) иностранных дел Германской империи во время Первой мировой войны с августа 1917 по июль 1918 года и руководитель германской делегации на мирных переговорах в Брест-Литовске, завершивших войну между Германией и Советской Россией в марте 1918 года.

## Биография

### Ранние годы и образование
Рихард фон Кюльман — представитель семьи вестфальских промышленников. Его отец Отто фон Кюльман был адвокатом, служил генеральным директором Анатолийской железной дороги (Chemins de Fer Ottomans d’Anatolie, CFOA) и активно участвовал в ближневосточной политике. Мать Рихарда — баронесса Анна фон Редвиц-Шмёльц, дочь поэта Оскара фон Редвица. Отец Кюльмана был возведён в дворянское достоинство 15 июня 1892 года.
Рихард фон Кюльман провёл детство в Константинополе, где посещал немецкую школу. По окончании школы изучал право в Лейпцигском, Берлинском и Мюнхенском университетах. Защитив докторскую диссертацию, был принят на дипломатическую службу и направлен в Санкт-Петербург на должность секретаря миссии, затем был переведён в Тегеран. В 1905 году во время Танжерского кризиса служил в дипломатической миссии в Танжере и привлёк внимание общественности в качестве сопровождающего лица при императоре Вильгельме II во время поездки монарха в Марокко.

### Дипломатическая карьера
В 1908 году Кюльман был назначен советником посла в посольстве Германии в Лондоне, где оставался (с перерывами на командировки) вплоть до начала Первой мировой войны. В октябре 1913 г. был — в «довесок» к основной работе — назначен статс-секретарём Имперского колониального ведомства (Reichskolonialamtes). В этом качестве посетил Анголу , Сан-Томе и Принсипи, Северную Родезию и Мозамбик.
С августа по октябрь 1914 года работал в немецком посольстве в Стокгольме. Оттуда был командирован в Константинополь, где организовал немецкое Новостное бюро. С марта 1915 года по сентябрь 1916 года служил послом Германии в Гааге. Эта должность считалась на тот момент одной из самых важных, поскольку Нидерланды имели значение «трахеи» для экономических поставок Германии. Благодаря его активной деятельности удалось стабилизировать германо-нидерландские отношения, которые  ухудшились после немецкого вторжения в Бельгию.
Далее с сентября 1916 года по августа 1917 года являлся послом Германии в Османской империи.

### Во главе министерства иностранных дел

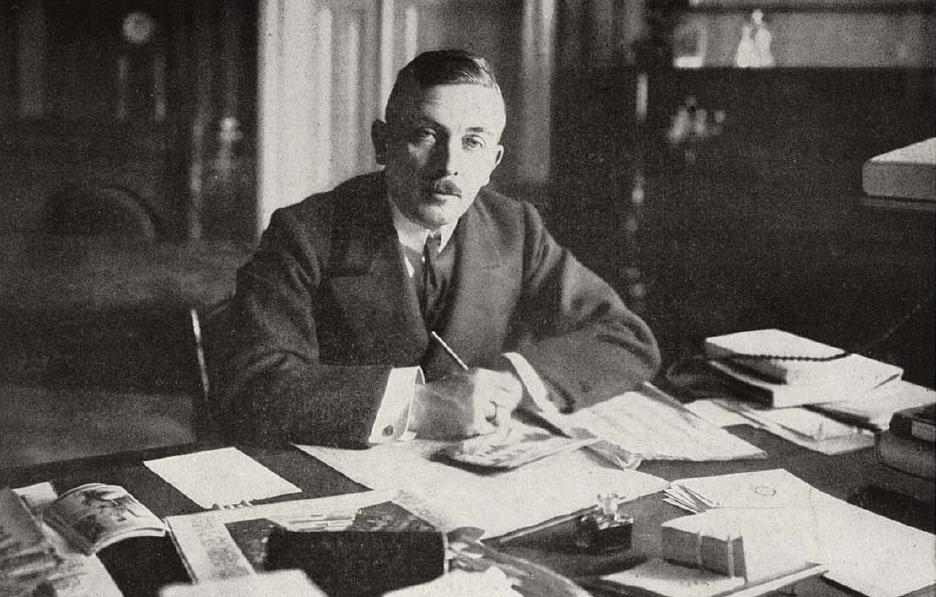
Рихард фон Кюльман. 1919

С 5 августа 1917 по 9 июля 1918 года Кюльман занимал должность статс-секретаря иностранных дел и в этом качестве занимался финансовой поддержкой большевистской газеты «Правда», которая после Февральской революции в России выступала за незамедлительный выход России из войны. В своём письме представителю МИД при Ставке Лерснеру, написанном вскоре после Октябрьской революции, Кюльман изложил некоторые аспекты проекта «Микст»: 
Теперь большевики пришли к власти, сколько времени они сумеют продержаться — сказать невозможно. Им нужен мир, чтобы укрепить свою собственную позицию, с другой стороны, в наших интересах использовать этот период, пока они находятся у власти (а период этот может оказаться коротким), чтобы добиться сначала перемирия, а затем, по возможности, мира. Заключение сепаратного мира означало бы достижение намеченной цели, а именно — разрыва между Россией и её союзниками... Как только бывшие союзники бросят её, Россия будет вынуждена искать нашей поддержки. Мы сможем оказать России помощь разными путями: во-первых, восстановив железные дороги (я имею в виду немецко-русскую комиссию под нашим контролем, которая займется рациональной и координированной эксплуатацией железных дорог, чтобы быстро восстановить движение грузов, затем — выдав ей значительную ссуду, необходимую для сохранения своего государственного механизма. Это может иметь форму аванса под обеспечение зерном, сырьем и т. д. и т. п., которые Россия будет поставлять нам под контролем вышеупомянутой комиссии. Помощь на такой основе — масштабы её могут быть увеличены по мере необходимости — будет, на мой взгляд, способствовать сближению между обеими странами..
В дальнейшем Кюльман руководил переговорами по заключению Брестского мира с Украиной и Брестского мирного договора с Советской Россией. При этом он отверг предложение генерала Эриха Людендорфа о государственном признании Ливонии, Эстонии и Грузии и перемещении восточной границы, поскольку это противоречило мирному договору с Советской Россией. Министр считал, что, если лишить Россию полноценного выхода к Балтийскому морю, то в среднесрочной перспективе это приведет к новой войне между странами. Амбициозные планы немецких генералов по расширению экспансии на востоке он воспринимал скептицизмом: «Чем хуже у них дела на Западе, тем больше они занимаются ими на Востоке». Был противником идеи императора и верховного военного командования о возобновлении боевых действий на востоке и ликвидации большевизма, поскольку считал, что Россия перестала быть
военной угрозой для Германии.
Летом 1918 года Кюльманн, сторонник мирного урегулирования, пытался начать секретные переговоры с сэром Уильямом Тиррелом в Нидерландах, чтобы положить конец войне, которая в его глазах не могла быть выиграна. Император Вильгельм II, который первоначально относился к этой инициативе с благожелательностью в конечном итоге отверг этот шаг под давлением Верховного командования армии. После выступления министра в Рейхстаге в июне 1918 года, в котором он осторожно засомневался в исключительно военной победе и предложил переговоры с Соединенным Королевством путем переговоров, Высшее командование армии вынудило его уйти отставку.

### В отставке
Уйдя из политики, писал книги, управлял поместьем в Ольштадте и представлял семейные интересы Штуммов в нескольких наблюдательных советах сталелитейных компаний. В 1928 году возглавил Германскую культурную ассоциацию.
Также собирал материалы для своих мемуаров ещё с 1932 года и интенсивно работал над книгой воспоминаний в 1939—1940 годах. Часть его личного архива была уничтожена во время бомбардировки Берлина в ноябре 1943 года. Рукопись была готова к сентябрю 1944 года, однако в октябре того же года он, как и многие политические и государственные деятели кайзеровской эпохи и Веймарской республики после покушения на Гитлера, был арестован, а его архив конфискован. Мемуары Кюльмана в конечном счёте увидели свет в 1948 году, уже после смерти автора.